# 咲蘭 (プロレスラー)
咲蘭（さらん、2009年2月21日 - ）は、日本の女子プロレスラー。
埼玉県出身。身長146cm、体重38kg。

## 所属
- アイスリボン（2021年 - 2024年）
- プロレスリングWAVE（2025年 - ）

## 経歴・戦歴
- 2021年7月4日 「アイスリボン1131 in SKIPシティ」にて元祖・キッズレスラーのラム会長戦でデビュー。
- 2022年1月16日 「アイスリボン後楽園ホール大会『アイスリボン～冬物語2022～』」にて行われた6人タッグマッチにおいてバニー及川を♡さらんらっぷ♡でフォールし、自力初勝利。
- 2022年8月10日 「『租税プロレス』第7弾」にてラム会長とタッグを組み出場（対戦相手は1年9組）。2カウント奪取後クイズに正解し、第5代租税タッグ王者となる。
- 2024年12月31日付でアイスリボンを退団。
- 2025年5月1日よりプロレスリングWAVEに入団。[1]

## 人物
- 2020年11月より、アイスリボンが開催している一般向けプロレスサークルに通い始める[2]。
- 2022年3月5日に対戦した春輝つくしより「でんでんむし」を譲り受ける。

## 得意技
♡さらんらっぷ♡
変形ヨーロピアンクラッチ
でんでんむし
ダイビング・フットスタンプ
ダイビング・クロスボディ
指踏み
おてんばダッシュ

## 入場テーマ曲
- しゅっぽっぽ（れんてつ）